# UFC 250
UFC 250: Nunes vs. Spencer fue un evento de artes marciales mixtas producido por Ultimate Fighting Championship que se llevó a cabo el 6 de junio de 2020 en el UFC Apex en Las Vegas, Nevada. Originalmente fue planeado para tener lugar el 9 de mayo en el Ginásio do Ibirapuera en São Paulo, Brasil. Debido a la pandemia por COVID-19 fue pospuesto. El 21 de abril, UFC anunció que UFC 249 se movería al 9 de mayo y UFC 250 sería el 6 de junio. A finales de mayo se confirmó que tendría lugar en Las Vegas.

## Historia
Un combate por el Campeonato de Peso Gallo de UFC entre el entonces campeón Henry Cejudo y José Aldo encabezaría el evento. Sin embargo, Aldo se retiró de la pelea el 8 de abril debido a problemas con su visa. Aldo fue reemplazado por Dominick Cruz.
El presidente de UFC, Dana White, anunció el 9 de abril que comenzando con UFC 249, todos los eventos futuros habían sido pospuestos indefinidamente. La promoción reprogramo el combate por el Campeonato de Peso Gallo entre Henry Cejudo y Dominick Cruz para la nueva fecha de UFC 249.
El 10 de mayo se confirmó que el evento tendría lugar el 6 de junio en Estados Unidos, con un Amanda Nunes enfrentando a Felicia Spencer por el Campeonato de Peso Pluma Femenino de UFC encabezando el evento. El evento también contó con otras peleas que habían sido canceladas en eventos previos.
Un combate de peso gallo entre Cody Garbrandt y Raphael Assunção fue programado para UFC on ESPN: Ngannou vs. Rozenstruik. Sin embargo, Garbrandt abandonó el combate el 12 de marzo por problemas renales. El combate fue reprogramado para este evento.
El 4 de junio, Ian Heinisch fue retirado de su pelea frente a Gerald Meerschaert debido a que un integrante de su equipo dio positivo para COVID-19, fue reemplazado por el recién llegado Anthony Ivy. Sin embargo, el integrante del equipo de Heinisch fue retesteado y dio negativo, lo que dio vía libre a Heinisch para participar en el combate.

## Resultados
1. ↑  Por el Campeonato de Peso Pluma Femenino de UFC.

## Premios extra
Los siguientes peleadores recibieron $50,000 en bonos:
- Actuación de la Noche: Cody Garbrandt, Aljamain Sterling, Sean O'Malley y Alex Perez